# Sironj
Sironj (Hindi सिरोंज) ist eine Stadt (Nagar Palika Parishad) im Distrikt Vidisha des indischen Bundesstaates Madhya Pradesh.
Sironj liegt etwa 65 km nordwestlich von Vidisha und 97 km nordöstlich von Bhopal, der Hauptstadt von Madhya Pradesh, zu denen es Straßen- und Busverbindungen gibt.
Die nächste Eisenbahnstation liegt in Ganj Basoda (Code BAQ), knapp 40 km südöstlich von Sironj.
Sironj hatte gemäß dem Zensus von 2011 ungefähr 52.000 Einwohner, von denen etwas weniger als die Hälfte Analphabeten waren.